# Attilio Moroni
Attilio Moroni (Porto Recanati, 13 aprile 1909 – Recanati, 28 marzo 1986) è stato un giurista e teologo italiano, appassionato collezionista di opere d'arte e rettore dell'università di Macerata dal 1977 al 1985.

## Biografia
Nacque a Porto Recanati nel 1909 e perse il padre ad un anno di età, morto in Argentina in un incidente sul lavoro. Cresciuto in un ambiente povero, entrò nel seminario vescovile di Recanati per poi laurearsi in teologia in quello regionale di Fano nel 1931. Nello stesso anno fu ordinato sacerdote.
Dal 1936 al 1941 insegnò diritto pubblico ecclesiastico presso il pontificio seminario regionale di Chieti e continuò nel frattempo a studiare, laureandosi nel giugno 1941 in giurisprudenza nell'università di Macerata con una tesi di diritto ecclesiastico. Insegnante di storia dell'arte presso il liceo classico statale "Giacomo Leopardi" di Recanati, quindi assistente alla cattedra di diritto ecclesiastico nel 1941-42, per poi diventare professore nel 1971. Il 20 maggio 1977 fu eletto rettore dell'ateneo maceratese fino al 1985, l'anno precedente la sua morte.
Fu autore di numerose pubblicazioni di carattere giuridico, profondo conoscitore dell'arte e collezionista di quadri, raccolse moltissime opere del Cinquecento e Seicento. Per sua volontà, i settemila volumi della propria biblioteca privata fanno parte della biblioteca del comune di Porto Recanati.
È stato il presidente onorario del centro studi portorecanatesi, dal 1982 al 1986. A lui Porto Recanati ha dedicato una via oltre alla pinacoteca.

## Pinacoteca Attilio Moroni
Nel Castello svevo del XV secolo di Porto Recanati è ospitata la considerevole raccolta di dipinti donata da Attilio Moroni al comune. Opere del Cinquecento e Seicento e dipinti italiani e stranieri dell'Ottocento e del primo Novecento. Tra gli altri, le tele di Luca Giordano, Rosso Fiorentino, Spagnoletto, di scuola caravaggesca, inoltre Giuseppe De Nittis, Giovanni Boldini, Filippo de Pisis e i macchiaioli Silvestro Lega, Giovanni Fattori e Telemaco Signorini.